# Manning Kimmel
Manning Marius Kimmel (Washington, 13 febbraio 1913 – Palawan, 26 luglio 1944) è stato un militare statunitense.

## Biografia
Manning Marius Kimmel nacque il 13 febbraio 1913 figlio dell'ammiraglio Husband E. Kimmel e Dorothy Kinkaid, sorella dell'ammiraglio Thomas Kinkaid.
Diplomatosi alla scuola navale nel 1935, ebbe il suo primo incarico a bordo della corazzata USS Mississippi. Successivamente nel 1938 è andato a Groton, nel Connecticut, per l'addestramento a bordo di sommergibili.
Al termine della sua formazione, Kimmel fu assegnato a un sommergibile della S-39 della Classe S, fino a metà del 1941 quando venne trasferito su un sommergibile della Classe Gato (USS Drum), a bordo del quale era imbarcato all'entrata in guerra degli Stati Uniti nel secondo conflitto mondiale, e allo scoppio delle ostilità, subito dopo che suo padre fera stato sollevato dal suo comando, ebbe la sua prima esperienza formale con il combattimento, operò al largo della costa orientale di Honshū, ricoprendo dalla fine del 1942, il ruolo di ufficiale esecutivo.
Dopo avere ricoperto nel 1943 il ruolo di ufficiale esecutivo a bordo del sommergibile USS Raton, nel maggio 1944 con il grado di capitano di corvetta ebbe il comando del sommergibile USS Robalo che affondò il 26 luglio 1944 urtando una mina presso l'isola filippina di Palawan; un numero imprecisato di sopravvissuti, riuscì a sbarcare a Palawan, ma prima che potessero entrare in contatto con i guerriglieri filippini, furono catturati dalle forze giapponesi.
I prigionieri sono stati portati al campo di prigionia di Puerto Princesa dove, pochi giorni dopo, uno dei sopravvissuti ha passato un biglietto dalla finestra di una cella. La nota venne recuperata da un prigioniero dell'esercito americano e contrabbandata alla moglie di un leader della guerriglia, il dottor Mendoza, che ha poi inoltrato le informazioni all'ammiraglio Ralph Waldo Christie, capo delle operazioni sottomarine in quell'area. Alla fine, nessuno dei membri dell'equipaggio è sopravvissuto; alcuni o tutti potrebbero essere stati assassinati dai giapponesi o morti durante il trasporto in un luogo diverso. Il destino esatto dei sopravvissuti è sconosciuto.
L'ammiraglio Christie informò la famiglia Kimmel in quel momento che Manning era affondato insieme al suo battello. Tuttavia, Christie ha confidato dopo la guerra di aver ricevuto informazioni che fornivano un resoconto diverso della morte di Kimmel, un racconto che aveva intenzionalmente nascosto per il bene della famiglia.
Secondo questo racconto alternativo, Kimmel è sopravvissuto all'affondamento. Tuttavia, pochi giorni dopo la cattura dell'equipaggio, alcuni aerei americani attaccarono installazioni giapponesi a Palawan. Secondo quanto riferito, i giapponesi, infuriati per l'attacco, hanno spinto Kimmel e molti altri membri dell'equipaggio del Robalo in un fosso, li hanno cosparsi di benzina e arsi vivi.
Dopo che l'ammiraglio Christie ricevette il rapporto della morte di Manning Kimmel, fece ritirare il fratello di Kimmel, Thomas , dal servizio di combattimento.